# Игнатьев, Сергей Владимирович
Серге́й Влади́мирович Игна́тьев (9 декабря 1986, Челябинск) — российский футболист, левый полузащитник коркинского «Шахтёра», выступающего в зоне «Урал и Западная Сибирь» третьего дивизиона.

## Карьера
Профессиональную карьеру начал в 2005 году в челябинском «Спартаке», который выступал в первом дивизионе и в котором он провёл один сезон, следующие 5 сезонов провёл в футбольном клубе «Челябинск» в зоне «Урал-Поволжье» второго дивизиона, за который отыграл 122 матча и забил 11 мячей. В сезоне-2011/12 заключил контракт с «Торпедо» (Владимир) из ФНЛ. Провёл за команду 19 матчей. В том же сезоне перешёл в «Сибирь» (Новосибирск), также представляющую ФНЛ. Провёл 5 матчей в составе новосибирского клуба.
В сезоне-2012/13 подписал контракт с калининградской «Балтикой», в составе которой провёл 17 матчей. В феврале 2013 года перешёл в футбольный клуб «Тюмень», сыграл 9 матчей, забил 2 мяча.
С 2013 года с перерывом выступал в тульском «Арсенале», с которым вышел в премьер-лигу.
В начале 2015 года заключил контракт с казахстанским «Иртышом» до конца ноября, но спустя полгода вернулся в Тулу.

## Достижения

### Командные
«Тюмень»
- Серебряный призёр Зоны «Урал-Поволжье» Второго дивизиона: 2012/13

 «Арсенал»
- Серебряный призёр Первенства ФНЛ: 2013/14